# Светско првенство у атлетици у дворани 2008 — троскок за мушкарце
Такмичење у троскоку у мушкој конкуренцији на Светском првенству у атлетици 2008. у Валенсији одржано је 7. и 8. марта у Дворани велодрома Луис Пуиг.
Титулу освојену у Москви 2006 није бранио Волтер Дејвис из САД-а.

## Земље учеснице
Учествовало је 15 такмичара из 10 земаља.
1. Бахаме (1)
2. Гернзи (1)
3. Италија (1)
4. Кина (2)
5. Куба (2)
6. Португалија (1)
7. Русија (2)
8. САД (3)
9. Словачка (1)
10. Шпанија (1)

## Освајачи медаља
| Освајачи медаља      |                  |              |  |  |  |  |
|                      |                  |              |  |  |  |  |
|                      |                  |              |  |  |  |  |
|                      |                  |              |  |  |  |  |
| Филип Идову          | Арни Давид Гират | Нелсон Евора |  |  |  |  |
| Уједињено Краљевство | Куба             | Португалија  |  |  |  |  |

## Рекорди пре почетка Светског првенства 2008.
6. март 2008.
| Рекорди пре почетка Светског првенства 2008.     | Рекорди пре почетка Светског првенства 2008. | Рекорди пре почетка Светског првенства 2008. | Рекорди пре почетка Светског првенства 2008. | Рекорди пре почетка Светског првенства 2008. | Рекорди пре почетка Светског првенства 2008. |
| ------------------------------------------------ | -------------------------------------------- | -------------------------------------------- | -------------------------------------------- | -------------------------------------------- | -------------------------------------------- |
| Светски рекорд                                   | 17,83                                        | Алисер Урутија                               | Куба                                         | Зинделфинген, Немачка                        | 1. март 1997.                                |
| Светски рекорд                                   | 17,83                                        | Кристијан Олсон                              | Шведска                                      | Будимпешта, Мађарска                         | 7. март 2004.                                |
| Рекорд светских првенстава у дворани             | 17,83                                        | Кристијан Олсон                              | Шведска                                      | Будимпешта, Мађарска                         | 7. март 2004.                                |
| Најбољи резултат сезоне у дворани                | 17,33                                        | Нелсон Евора                                 | Португалија                                  | Карлсруе, Немачка                            | 10. фебруар 2008.                            |
| Европски рекорд                                  | 17,83                                        | Кристијан Олсон                              | Шведска                                      | Будимпешта, Мађарска                         | 7. март 2004.                                |
| Северноамерички рекорд                           | 17,83                                        | Алисер Урутија                               | Куба                                         | Зинделфинген, Немачка                        | 1. март 1997.                                |
| Јужноамерички рекорд                             | 17,56                                        | Жадел Грегорио                               | Бразил                                       | Москва, Русија                               | 12. март 2006                                |
| Афрички рекорд                                   | 17,00                                        | Аџаји Агбебаку                               | Нигерија                                     | Далас, САД                                   | 30. јануар 1982.                             |
| Азијски рекорд                                   | 17,09                                        | Олег Сарикин                                 | Казахстан                                    | Москва, Русија                               | 27. фебруар 1993.                            |
| Океанијски рекорд                                | 17,20                                        | Ендру Мерфи                                  | Аустралија                                   | Лисабон, Португал                            | 9. март 2001.                                |
| Рекорди после завршеног Светског првенства 2008. |                                              |                                              |                                              |                                              |                                              |
| Најбољи резултат сезоне у дворани                | 17,75                                        | Филип Идову                                  | Велика Британија                             | Валенсија, Шпанија                           | 8. март 2008.                                |

### Најбољи резултати у 2008. години
Десет најбољих атлетичара године у троскоку у дворани пре првенства (7. март 2008), имали су следећи пласман.
| 1. | Нелсон Евора      | Португалија      | 17,33 | 10. фебруар |
| 2. | Ренди Луис        | Гренада          | 17,27 | 10. фебруар |
| 3. | Филип Идову       | Велика Британија | 17,24 | 10. фебруар |
| 4. | Оснијел Тоска     | Куба             | 17,12 | 24. фебруар |
| 5. | Јоандри Бетанзос  | Куба             | 17,11 | 10. фебруар |
| 6. | Фабрицио Донато   | Италија          | 17,06 | 24. фебруар |
| 7. | Дмитриј Ваљукевич | Словачка         | 17,04 | 2. фебруар  |
| 8. | Јевгениј Плотнир  | Русија           | 17,02 | 12. јануар  |
| 9. | Алексис Копељо    | Шпанија          | 16,99 | 10. фебруар |
| 9. | Микола Саволајнен | Украјина         | 16,99 | 24. фебруар |

Такмичари чија су имена подебљана учествују на СП 2008.

## Сатница
| Датум        | Време | Ниво          |
| ------------ | ----- | ------------- |
| 7. март 2008 | 18:50 | Квалификације |
| 8. март 2008 | 17:49 | Финале        |

## Резултати

### Квалификације
Такмичење је одржано 7. марта 2008. године у 18:50. Квалификациона норма за улазак у финале износила је 16,95 м. У финале је ушло 8 од тога 5 су прескочили квалификациону норму (КВ) а 3 се пласирало према резултату (кв).,
| Пласман | Атлетичар         | Земља                | #1    | #2    | #3    | Резултат | Белешка |
| ------- | ----------------- | -------------------- | ----- | ----- | ----- | -------- | ------- |
| 1.      | Арни Давид Гират  | Куба                 | 17,20 |       |       | 17,20    | КВ, ЛРС |
| 2.      | Арик Вилсон       | САД                  | 16,74 | 17,13 |       | 17,13    | КВ, ЛРС |
| 3.      | Дмитриј Ваљукевич | Словачка             | 17,13 |       |       | 17,13    | КВ, ЛРС |
| 4.      | Филип Идову       | Уједињено Краљевство | 16,86 | 17,05 |       | 17,05    | КВ      |
| 5.      | Фабрицио Донато   | Италија              | 16,96 |       |       | 16,96    | КВ      |
| 6.      | Оснијел Тоска     | Куба                 | 16,82 | 16,93 | 16,93 | 16,93    | кв      |
| 7.      | Нелсон Евора      | Португалија          | 16,93 | 16,73 | x     | 16,93    | кв      |
| 8.      | Данил Буркења     | Русија               | 16,83 | 15,20 | 16,40 | 16,83    | кв      |
| 9.      | Ренди Луис        | Гернзи               | 15,46 | x     | 16,77 | 16,77    |         |
| 10.     | Андрес Капељан    | Шпанија              | x     | x     | 16,67 | 16,67    | ЛР      |
| 11.     | Кента Бел         | САД                  | 16,17 | 16,37 | 16,66 | 16,66    |         |
| 12.     | Ливен Сендс       | Бахаме               | 15,76 | 16,31 | 16,24 | 16,31    |         |
| 13.     | Гу Ђунђе          | Кина                 | 16,21 | 16,08 | 16,25 | 16,25    |         |
| 14.     | Јевгениј Плотнир  | Русија               | 16,21 | x     | 16,20 | 16,21    |         |
| 15.     | Минвеј Џунг       | Кина                 | 15,74 | 15,88 | x     | 15,88    | ЛРС     |

### Финале
Такмичење је одржано 8. марта 2008. године у 17:49.,,
| Пласман | Атлетичар         | Земља                | #1    | #2    | #3    | #4    | #5    | #6    | Резултат | Белешка |
| ------- | ----------------- | -------------------- | ----- | ----- | ----- | ----- | ----- | ----- | -------- | ------- |
|         | Филип Идову       | Уједињено Краљевство | 17,10 | 17,75 | 17,56 | 17,45 | -     | x     | 17,75    | СРС     |
|         | Арни Давид Гират  | Куба                 | 17,43 | 17,47 | x     | 16,97 | -     | x     | 17,47    | ЛР      |
|         | Нелсон Евора      | Португалија          | x     | 17,26 | 17,27 | 17,26 | 16,76 | x     | 17,27    |         |
| 4.      | Фабрицио Донато   | Италија              | x     | 17,10 | x     | 17,27 | x     | X     | 17,27    | ЛРС     |
| 5.      | Дмитриј Ваљукевич | Словачка             | 16,88 | x     | X     | 17,14 | x     | X     | 17,14    | ЛРС     |
| 6.      | Оснијел Тоска     | Куба                 | 17,06 | 17,13 | x     | 16,84 | 17,04 | 16,62 | 17,13    | ЛРС     |
| 7.      | Арик Вилсон       | САД                  | x     | 16,88 | x     | x     | 16,41 | 16,87 | 16,88    |         |
| 8.      | Данил Буркења     | Русија               | 16,84 | 15,30 | 16,35 | x     | 16,31 | 15,62 | 16,84    |         |